# Colon calcaratum
Colon calcaratum är en skalbaggsart som beskrevs av Wilhelm Ferdinand Erichson 1837. Colon calcaratum ingår i släktet Colon, och familjen mycelbaggar. Arten har ej påträffats i Sverige.